# Свердловское муниципальное образование
Свердловское муниципальное образование — сельское поселение в Калининском районе Саратовской области Российской Федерации.
Административный центр — село Свердлово.

## История
Статус и границы сельского поселения установлены Законом Саратовской области от 27 декабря 2004 года № 94-ЗСО «О муниципальных образованиях, входящих в состав Калининского муниципального района».

## Население
| 2010  | 2011  | 2012  | 2013  | 2014  | 2015  | 2016  |
| ----- | ----- | ----- | ----- | ----- | ----- | ----- |
| 1302  | ↘1298 | ↘1252 | ↘1215 | ↘1200 | ↘1176 | ↘1162 |
| 2017  | 2018  | 2019  | 2020  | 2021  |       |       |
| ↘1151 | ↘1145 | ↘1082 | ↘1052 | ↘961  |       |       |

## Состав сельского поселения
| № | Населённый пункт  | Тип населённого пункта       | Население |
| - | ----------------- | ---------------------------- | --------- |
| 1 | Владыкино         | село                         | 36        |
| 2 | Кленовые Вершины  | деревня                      | 0         |
| 3 | Красноармейское   | село                         | ↘281      |
| 4 | Новоалександровка | деревня                      | ↘73       |
| 5 | Свердлово         | село, административный центр | ↘552      |
| 6 | Шклово            | село                         | ↘360      |